# Amadou Koufa
Amadou Koufa, nom de guerre d'Amadou Diallo, né vers 1961 à Saraféré (en), est un djihadiste malien. Issu du peuple peul, il est pendant la guerre du Mali le chef de la katiba Macina, un groupe affilié à Ansar Dine, puis au Groupe de soutien à l'islam et aux musulmans.

## Biographie

### Prédicateur dans le centre du Mali
Né vers 1961, Amadou Diallo est un Peul originaire du village de Koufa, à Saraféré (en), dans le cercle de Niafunké, dans la région de Tombouctou, au Mali,,. Issu d'une famille pauvre (c’est un « petit noble »: un Bary), il est le fils d'un modeste imam qui n’est pas issu d’une grande lignée maraboutique. Il prend son surnom en référence à son village natal. Pendant plusieurs années, il mène une formation islamique dans le cercle de Bankass, puis dans le delta intérieur du Niger. Il devient prêcheur et voyage dans plusieurs pays et notamment au Pakistan et en Mauritanie.
Dans les années 1990, Amadou Koufa se rapproche de la secte dawa, à l'instar d'Iyad Ag Ghali, avec lequel il se liera dans les années 2000,, pour laquelle il sillonne la zone du Macina, prônant une réislamisation de l’islam.
Il réclame l'instauration d'une république islamique au Mali et acquiert une forte popularité dans le centre du pays,. Selon l'anthropologue malien Boukary Sangaré : « Lui et les autres islamistes de la région parlent de libération, d’émancipation et d’épanouissement, cela attire les plus démunis, les pasteurs transhumants et certains marabouts. Il y a dans ce combat une forme de révolution sociale vis-à-vis de l’Etat et des structures communautaires traditionnelles quasi féodales ». Selon un rapport de la Fédération internationale des ligues des droits de l'homme (FIDH) et l'Association malienne des Droits de l’Homme (ADMH) : « Il a très vite acquis une certaine notoriété chez les jeunes Peuls. Dans les années 1990-2000, les enregistrements de ses prêches s’arrachent. [...] S'il séduit les jeunes, c’est aussi parce que ses prêches et ses poèmes, qu’il déclame à la radio, sont autant de remises en cause du système. Koufa dénonce l’hypocrisie des « aristocrates » et des familles maraboutiques. Il critique la mendicité des
talibés qui servent à enrichir les marabouts. Il pointe du doigt les voleurs ou les femmes légèrement vêtues. Il célèbre les bergers. Plus globalement, il dénonce – sans employer ces termes – l’absence d’ascenseur social ». 
La radicalisation de Koufa semble se concrétiser au moment où l’Assemblée nationale vote le Code des personnes et de la famille, d’abord adopté le 3 août 2009, qui suscite la mobilisation des organisations religieuses, notamment pour rejeter les articles sur laïcité du mariage et son âge minimum. 

### Ralliement aux groupes djihadistes maliens
En 2012, lorsque débute de la guerre du Mali, Koufa se joint à Ansar Dine, dirigé par Iyad Ag Ghali,,. Après la conquête du nord du Mali par les djihadistes, Amadou Koufa est vu à Tombouctou. Entre juillet et décembre 2012, il y reçoit sa seule formation militaire. Il négocie aussi avec les autorités maliennes la libération des soldats faits prisonniers à Kidal et Tessalit. En janvier 2013, il participe à la bataille de Konna,,. Il devait être désigné émir de Konna, mais l'offensive des djihadistes est cette fois repoussée après l'intervention de l'armée française et le début de l'opération Serval.
Amadou Koufa regagne ensuite le centre du Mali et début 2015 il fonde la katiba Macina, active dans la région de Mopti et la région de Ségou. Koufa demeure cependant moins un chef militaire qu'un guide spirituel pour les djihadistes.
Dans un message audio diffusé en 2016, Amadou Koufa appelle à ne pas s'en prendre aux médecins, aux enseignants, ou aux chrétiens, mais à cibler la France, la MINUSMA et l'armée malienne.
Amadou Koufa apparaît aux côtés d'Iyad Ag Ghali, de Djamel Okacha, d'Abou Hassan al-Ansari et d'Abou Abderrahman El Senhadji, dans une vidéo publiée le 2 mars 2017 qui marque l'unification de plusieurs groupes djihadistes et la formation du Groupe de soutien à l'islam et aux musulmans,.
Fin juillet 2017, alors que certains responsables politiques maliens sollicitent l'ouverture de négociations avec les djihadistes, Amadou Koufa envoie deux émissaires rencontrer le professeur Alioune Nouhoum Diallo, ancien président de l’Assemblée nationale et figure emblématique de la communauté peule ; il pose trois conditions : le départ de l'armée française, le départ de la MINUSMA et qu'Alioune Nouhoum Diallo soit son interlocuteur,.
Le 8 novembre 2018, Amadou Koufa apparaît dans une nouvelle vidéo aux côtés d'Iyad Ag Ghali et de Djamel Okacha, dans laquelle il appelle les Peuls à l'insurrection dans les sept pays d'Afrique où ils sont présents : « J’en appelle aux Peuls où qu’ils se trouvent : au Sénégal, au Mali, au Niger, en Côte d'Ivoire, au Burkina Faso, au Nigeria, au Ghana et au Cameroun »,,.
Le 17 mars 2019, Amadou Koufa mène l'attaque de Dioura selon le communiqué de revendication du Groupe de soutien à l'islam et aux musulmans.

### Controverses sur l'annonce de sa mort en 2018
Dans la nuit du 22 au 23 novembre 2018, après plusieurs mois de préparation, les forces françaises mènent une attaque contre un camp du Groupe de soutien à l'islam et aux musulmans près de Farimaké. Le 23 novembre, l'armée française annonce qu'une trentaine de terroristes ont été mis hors de combat, dont « probablement » Amadou Koufa. 
Le 24 novembre, le ministère malien de la Défense confirme la mort de Koufa,,. Selon l'armée malienne, Koufa est grièvement blessé lors de l'attaque et succombe quelques heures plus tard dans la forêt de Wagadou, après avoir été transporté à une dizaine de kilomètres des lieux du combat,. Soumeylou Boubèye Maïga, le Premier ministre malien, déclare cependant le 29 novembre que son corps n'est pas aux mains des autorités maliennes. Le 28 novembre, la ministre française des Armées, Florence Parly, confirme à son tour la mort de Koufa,.
Le 11 décembre cependant, Abdelmalek Droukdel, le chef d'Al-Qaïda au Maghreb islamique (AQMI), dément la mort d'Amadou Koufa et affirme qu'il n'est ni tué, ni blessé et qu'il n'était pas présent sur les lieux au moment de l'opération française,. 
Le 28 février 2019, Amadou Koufa apparaît dans une vidéo réalisée par le Groupe de soutien à l'islam et aux musulmans et dément l'annonce de sa mort,,,. Le 11 mars, après analyse de la vidéo, l'état-major français reconnait qu'il est « vraisemblable » qu'Amadou Koufa soit toujours en vie.
Un agent infiltré, qui avait permis de localiser Amadou Koufa, est exécuté par les djihadistes.

### Conflit avec l'État islamique à partir de 2020
Fin 2019, la défection de combattant de la katiba Macina en faveur de l'État islamique dans le Grand Sahara provoque des tensions entre les deux groupes,. Début 2020, une guerre ouverte éclate entre le Groupe de soutien à l'islam et aux musulmans et l'État islamique, de violents combats ont lieu dans la région de Mopti. Le 7 mai, Al-Naba, le magazine de propagande de l'État islamique, qualifie Iyad Ag Ghali et Amadou Koufa d'« apostats » et les accuse de trahison pour avoir accepté l'ouverture de négociations avec le gouvernement du Mali.
En octobre 2024, Amadou Koufa accepte de répondre à plusieurs questions communiquées par le journaliste de France 24 Wassim Nasr. Dans ses réponses, il dénonce les exactions du Groupe Wagner et de l'armée malienne, mais justifie les massacres de civils commis par Ansarul Islam au Burkina Faso. Il affirme ne pas cibler toutes les ONG, mais seulement celles qu'il qualifie d'« instrumentalisées ». Il confirme également les tentatives d'expansion du GSIM au Ghana, au Togo et au Bénin et déclare rester « ouvert » à des négociations avec le Mali, le Niger et le Burkina Faso.